# Manuel Uribe
Pour les articles homonymes, voir Uribe.
Ne doit pas être confondu avec Manuel Uribe (football).
Manuel Uribe Garza (né le 11 juin 1965 et mort le 25 ou le 26 mai 2014) est un Mexicain réputé pour avoir été l'homme le plus gros du monde, avec un poids constaté de 560 kg en 2006. À ce titre, il figure dans l'édition 2008 du Livre Guinness des records.
Souffrant d'obésité depuis 20 ans, il vivait reclus à Monterrey, incapable de se déplacer. Toutefois, ayant subi depuis 2006 un traitement médical qui lui avait fait perdre plus d'un tiers de son poids, il devait figurer dans l'édition suivante du Livre des records comme étant la personne ayant subi la perte de poids la plus importante (plus de 230 kg). Il a épousé le 26 octobre 2008 Claudia Solis.
Il ne détient pourtant pas le record de l'homme le plus gros au monde ayant jamais été recensé, record détenu par l'américain Jon Brower Minnoch, mort en 1983, qui pesait à son maximum 635 kg. 
L'américaine Carol Yager (1960–1994) fut quant à elle détentrice du record de la femme la plus grosse du monde, avec 544 kilos.